# Olasz front (első világháború)
Az olasz front (osztrák–magyar szóhasználatban délnyugati front néven is) az első világháború egyik frontvonala volt, ahol 1915-től 1918-ig Olaszország és az Osztrák–Magyar Monarchia csapatai, illetve 1918-ban más antant csapatok és német segédcsapatok is küzdöttek egymással. Olaszország – felbontva a Németországgal és az Osztrák–Magyar Monarchiával kötött hármasszövetséget – az antant oldalán lépett be az első világháborúba 1915. május 23-án. Az antant – a londoni egyezmény alapján – a háborúba lépésért cserébe Olaszországnak juttatta volna Trentinót (Dél-Tirolt), Triesztet és az isztriai partvidéket, egyes kisebb szigeteket Dalmáciában és az Albánia fölötti protektorátust. Olaszország azt remélte, hogy egy gyors, mindent elsöprő támadással áttör a kis erőkkel védett Keleti-Alpokon, bevonul a Monarchia hátországába, és így nem kell berendezkednie egy, a nyugati fronthoz hasonló állóháborúra. Ám az 1915-ben támadó olasz csapatokat a Monarchia seregei nagy erőfeszítések árán visszaverték, ennek következtében Olaszországnak is a több évig tartó állóháborúval (Stellungskrieg) kellett szembenéznie.

## Olaszország hadba lépése
Szócikk:Olaszország hadba lépése (1915)
Olaszország 1914-ben nem lépett be az első világháborúba a központi hatalmak oldalán, hiába volt tagja a Hármas szövetségnek. Olaszország tervei között első helyen állt a Balkánon olasz pozíciók megszerzése – mely szemben állt az Osztrák–Magyar Monarchia érdekeivel, az olaszok egy országban való egyesítése – ez érintette Dél-Tirolt és az Isztriai területeket, melyek a Monarchiához tartoztak, továbbá az Adriai-tenger olasz beltengerré tétele – Mare nostrum. A Monarchia nem támogatta egyik célját sem Olaszországnak, mivel azok mindegyike a Monarchia érdekeivel ellentétes volt. Olaszország pont ezért kereste az antant hatalmak támogatását a céljai eléréséhez. 1914. augusztus 7-én a pétervári olasz követet biztosították arról, hogy Olaszország semlegessége esetén is hozzájárulnak az antant hatalmak Trieszt, Dél-Tirol és Vlora Olaszországhoz csatolásához. Olaszország feltételként szabta meg, hogy csak a követeléseinek teljes kielégítése esetén hajlandó belépni az antant oldalán a háborúba, ez a lehetőség 1915 tavaszán nyílt meg, miután az antant számára elemi érdek volt további államok belépése a háborúba, mivel a központi hatalmak jelentős sikereket értek el a tavasz folyamán. A londoni egyezmény biztosította Olaszország számára az igényei teljesülését, május 3-án Olaszország felmondta a hármas szövetséget és május 23-án hadat üzent a Monarchiának.

## Az Osztrák–Magyar Monarchia stratégiája
Az olasz hadüzenet után az Osztrák–Magyar Monarchia fegyveres erői háromfrontos háborúba kerültek. A balkáni fronton még mindig a szerb csapatok ellen harcoltak, a keleti fronton az oroszok ellen viszonylagos sikereket értek el. Az olasz front megnyílása azt a veszélyt hordozta magában, hogy Olaszország csapatai többszörös túlerejüket kihasználva benyomulnak a Monarchia hátországába. A Monarchia hadvezetése mindenképpen a jól védhető Isonzó folyó völgyében, valamint a Júliai-Alpokban és a tiroli Dolomitokban akarta az olasz támadást megállítani, mert így esélyük volt egy hosszan elhúzódó állóháborúra kényszeríteni Olaszországot. Az olasz támadás után a Monarchia az cs. és kir. 5. hadsereget és két másik hadtestet csoportosított az Isonzó vidékére, így próbálva megállítani ez előrenyomuló olasz haderőt. A tiroli frontszakaszokon a Monarchia feladta a védhetetlennek ítélt Ampezzói-völgyet, a rendelkezésére álló kevés erőt a magashegyi erődökbe vonta vissza, ezekre támaszkodva szervezte a védekezést. Az alpesi átjárókat az első hetekben csak helyi tartalékosok és népfelkelők (Standschützen) tartották, amíg a hadvezetés a keleti frontról erősítést nem tudott küldeni.

## A front 1915-1916-ban

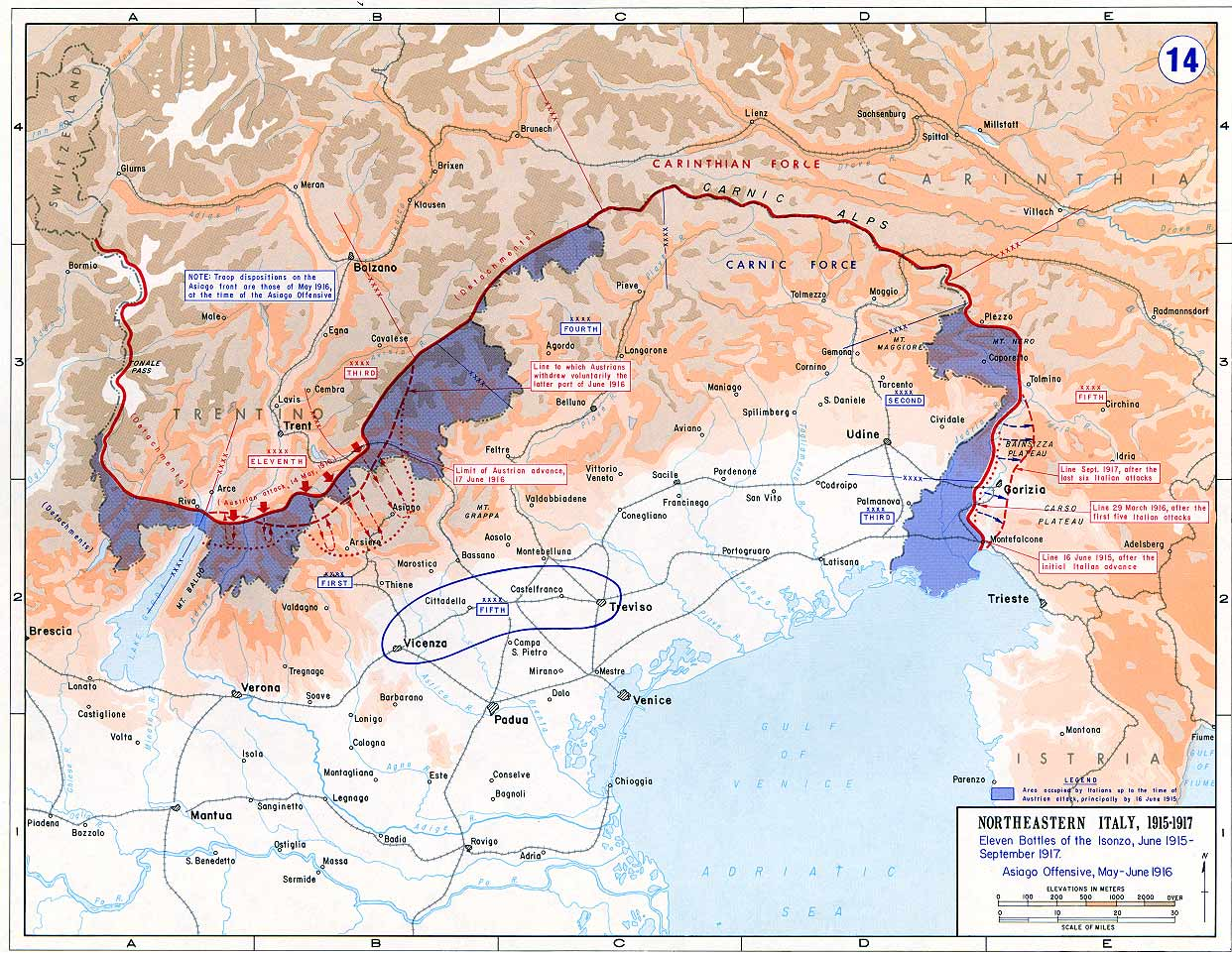
Olasz front 1915-1917.

### Az isonzói csaták kezdete
Olaszország a hadüzenete után rögtön támadást indított az Isonzónál, megkezdve ezzel az isonzói csaták (I…XII.)  hosszú sorát. Az előrenyomulás leállt, nem tudták elfoglalni Görzöt, az Isonzónál állóháború alakult ki. Bár az olasz hadsereg nagyobb létszámú volt, mint a Monarchia hadserege, a felszereltsége és a hadvezetése tekintetében alulmúlta az Osztrák–Magyar Monarchia csapatait. Az olaszok a lovasszázadaikat az Alpokban a terepviszonyok miatt nem tudták bevetni, az olasz főparancsnok, Luigi Cadorna pedig nem volt népszerű katonái körében, és nem is volt kiemelkedő katonai stratéga. Az olasz csapatoknál állandó utánpótlási hiányok keletkeztek, fontos stratégiai pontokat nem sikerült elfoglalniuk, a támadásokban az olaszok általában másfélszer annyi embert vesztettek, mint a monarchiabeli csapatok. A Monarchia csapatait az Isonzó mentén Svetozar Borojević vezérezredes vezette, aki kiváló védekezési stratégiát alkalmazott, ennek köszönhetően a Monarchia e frontszakasza lett a legstabilabb és legjobban megszervezve.

### Az asiagói csata
1916-ban a monarchia „büntető-támadást” kísérelt meg az olasz fronton Dél-Tirol térségében, Asiago városánál. A 15 monarchiabeli hadosztály áttörte az olasz vonalakat és Verona irányába vonult. A vasútvonalak igénybe vételével elvégzett gyors olasz átcsoportosítás akadályozta csak meg, hogy ne omoljon össze 1916-ban az olasz front.

### Újabb isonzói csaták
1916-ban folytatódtak a harcok az Isonzónál, ám áttörést nem sikerült elérniük az olasz csapatoknak. Csekély jelentőségű területeket foglaltak el, emellett a görzi hídfőt végleg sikerült olasz ellenőrzés alá vonni. A hatodik isonzói csata az olasz front egyik legnagyobb véráldozatú csatájává vált, de stratégiai előnyt továbbra sem tudtak a támadó olasz csapatok elkönyvelni.

## A front helyzete 1917-ben

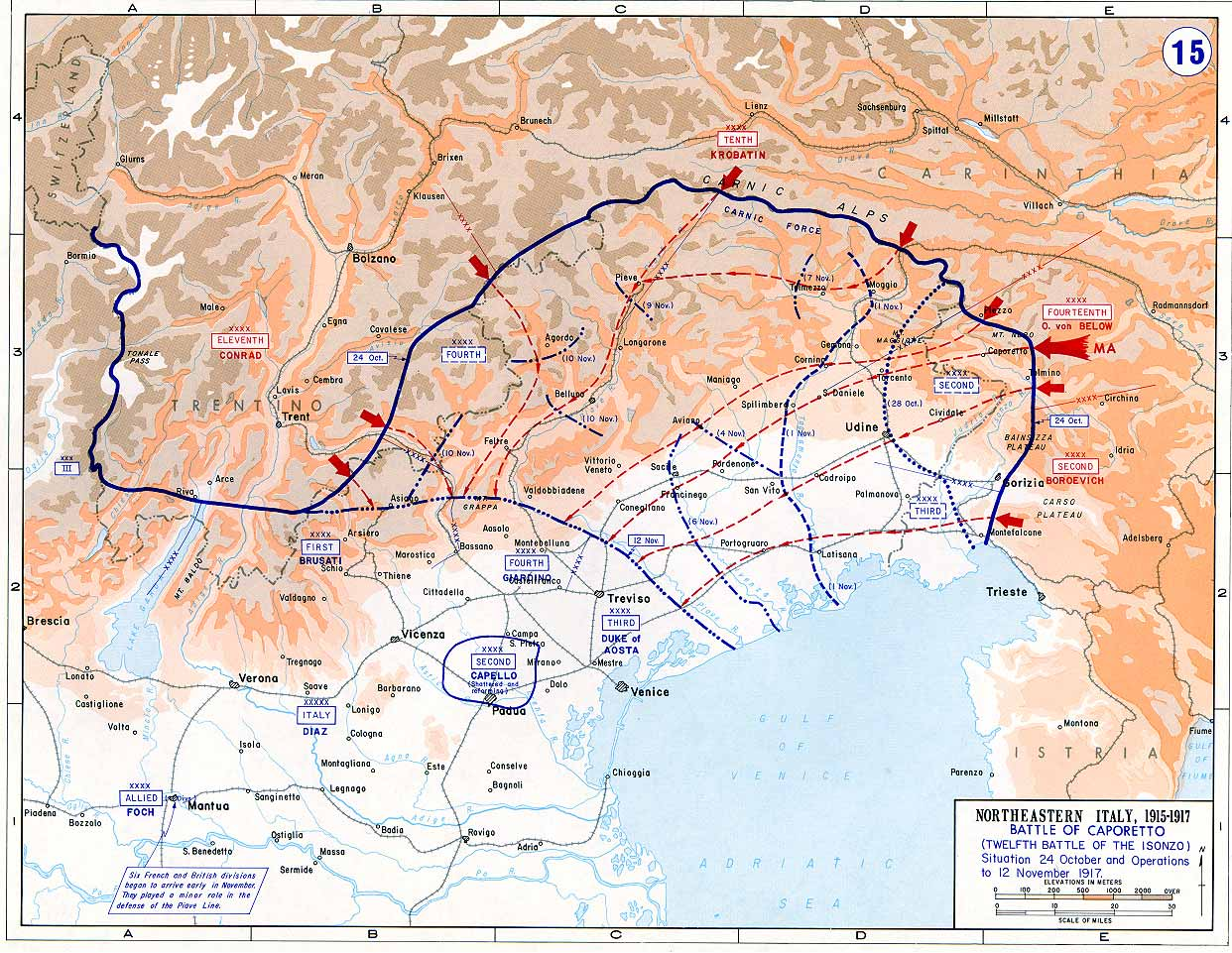
A caporettói áttörés, az olaszok visszavonulása a Piave vonaláig.

Bár 1917 első felében és nyarán az olaszok kisebb sikereket arattak az Isonzónál, a Monarchia csapataival és az időközben egyre nagyobb számban érkező német haderőkkel továbbra sem bírtak, nem sikerült döntő győzelmet kivívniuk. A tizenegyedik isonzói csata után a Monarchia haderői kimerültek, ám ez az olasz csapatokról is elmondható volt, így abban az évben már nem kívánt az olasz hadvezetés további támadást megkezdeni. A Monarchiának az olaszok védekezése időt biztosított arra, hogy összegyűjtsék erőiket a keleti frontról és egy német–osztrák–magyar támadást intézzenek 1917 őszén az olasz frontvonalon. A támadás Caporetto (ma Kobarid) térségében kezdődött meg, a komplex támadással (repülőgépek, mérgesgáz, rohamcsapatok, ellenség mögé beszivárgó ügynökök és általános gyalogosroham segítségével) sikerült áttörni az olasz frontot. A német–monarchiabeli csapatok előrenyomultak, átkeltek a Tagliamento folyón és a Piave folyóig nyomultak előre. Az olaszok tömegesen dezertáltak, adták meg magukat.
A kudarcért az olasz hadvezetés fejét, Luigi Cadorna főparancsnokot nevezték meg, akit leváltottak és helyére Armando Diaz került. Az összeomló olasz frontra angol és francia segéderők érkeztek. Az elsöprő erejű német–monarchiabeli csapatok támadása később a caporettói áttörés néven került be a történelembe.

## A háború vége, 1918.

### A II. piavei csata
A Monarchia hadserege a telet már a Piave folyónál töltötte, itt építették ki állásaikat és védelmi vonalaikat. Az olaszok sikeresen építették fel újból hadseregüket, mely a Caporettói áttörés után nagyrészt megsemmisült. 1918-ban már egyesült államokbeli csapatok is megjelentek az olasz fronton. Az olasz hadvezetés nem tervezett támadást 1918-ban, a hadsereg az 1917-es sokkot még nem heverte ki, így a harcoló felek a Piave vonalánál farkasszemet néztek egymással. A Monarchia számára az 1918. év jól indult: a keleti front megszűnt, Ukrajna megszállása által biztosítva volt a Monarchia gabona-utánpótlása, a balkáni front stabil volt, nem kellett tartani antant támadástól. Minden erejüket az olasz frontra fordíthatták. A hadvezetés úgy gondolta, hogy egy újabb elsöprő erejű támadással az olasz fronton sikerül Olaszországot fegyverszünetre bírnia, így a Monarchia győztesként kerülne ki a világháborúból. Ám a Monarchia hátországában a sztrájkok, tüntetések állandósultak, az utánpótlás akadozott, a lakosságnak elege volt a háborúból, mielőbbi békét kívántak, és végül megindult a nemzetiségek politikai szervezkedése a Monarchia átalakításáról, esetleg a Monarchia feldarabolásáról. Ilyen helyzetben került sor a II. piavei csatára, mely során a magukra maradt monarchiabeli csapatok – a németek időközben visszatértek a nyugati frontra – támadást intéztek az olaszok ellen. A támadás idejét és helyét az olasz hadvezetés pontosan ismerte, így nem érte váratlanul a roham, és néhány napon belül visszaszorították a Monarchia katonáit. A katonák tömegesen dezertáltak, nem akartak tovább a Monarchiáért harcolni, a magyarok ki akartak lépni a Monarchia hadseregének kötelékéből, csakúgy mint a cseh nemzetiségű katonák is, akik már egy független Csehországért akartak harcolni.

### A Vittorio Venetó-i csata – a háború vége

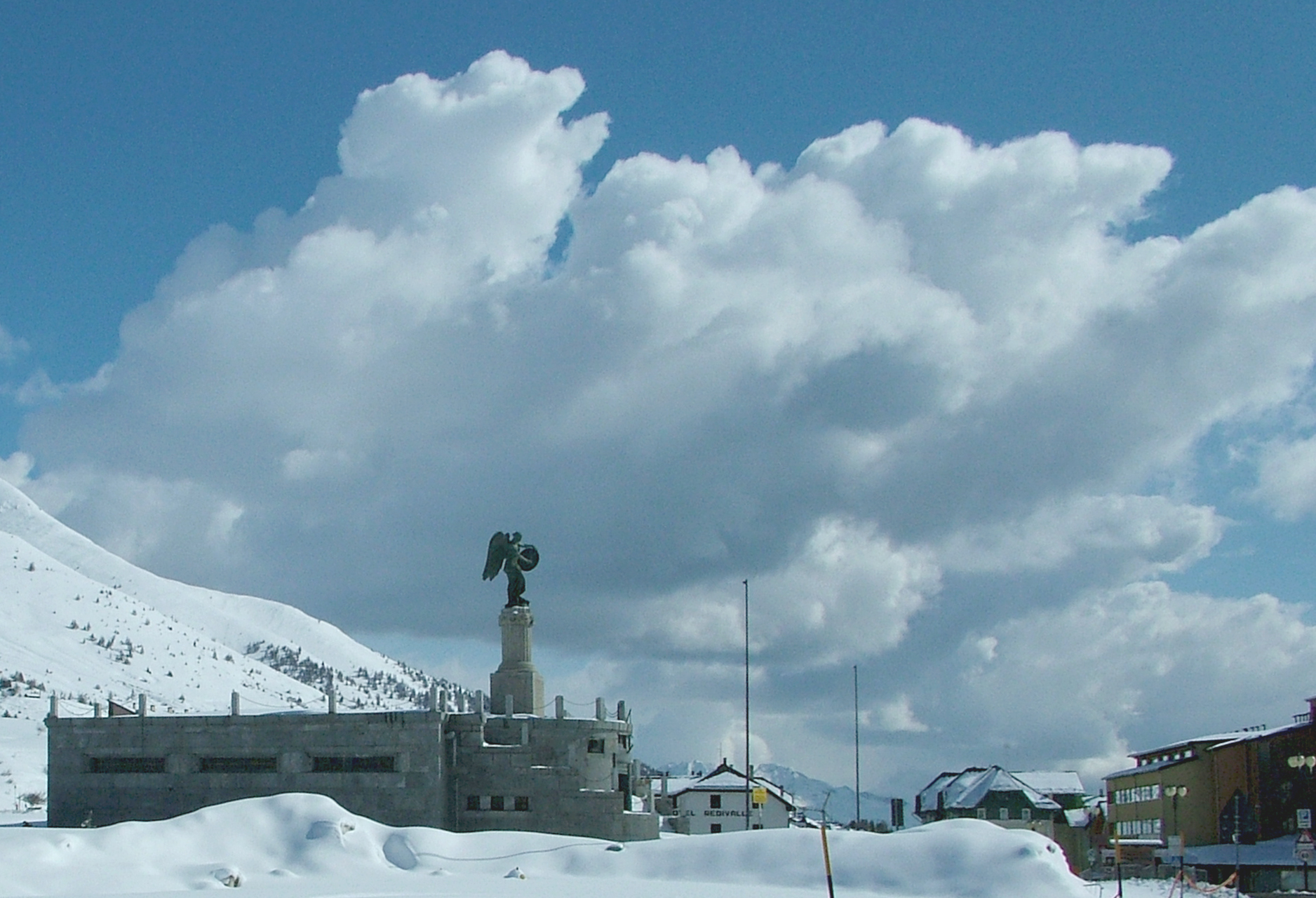
Tonale: I. világháborús emlékmű

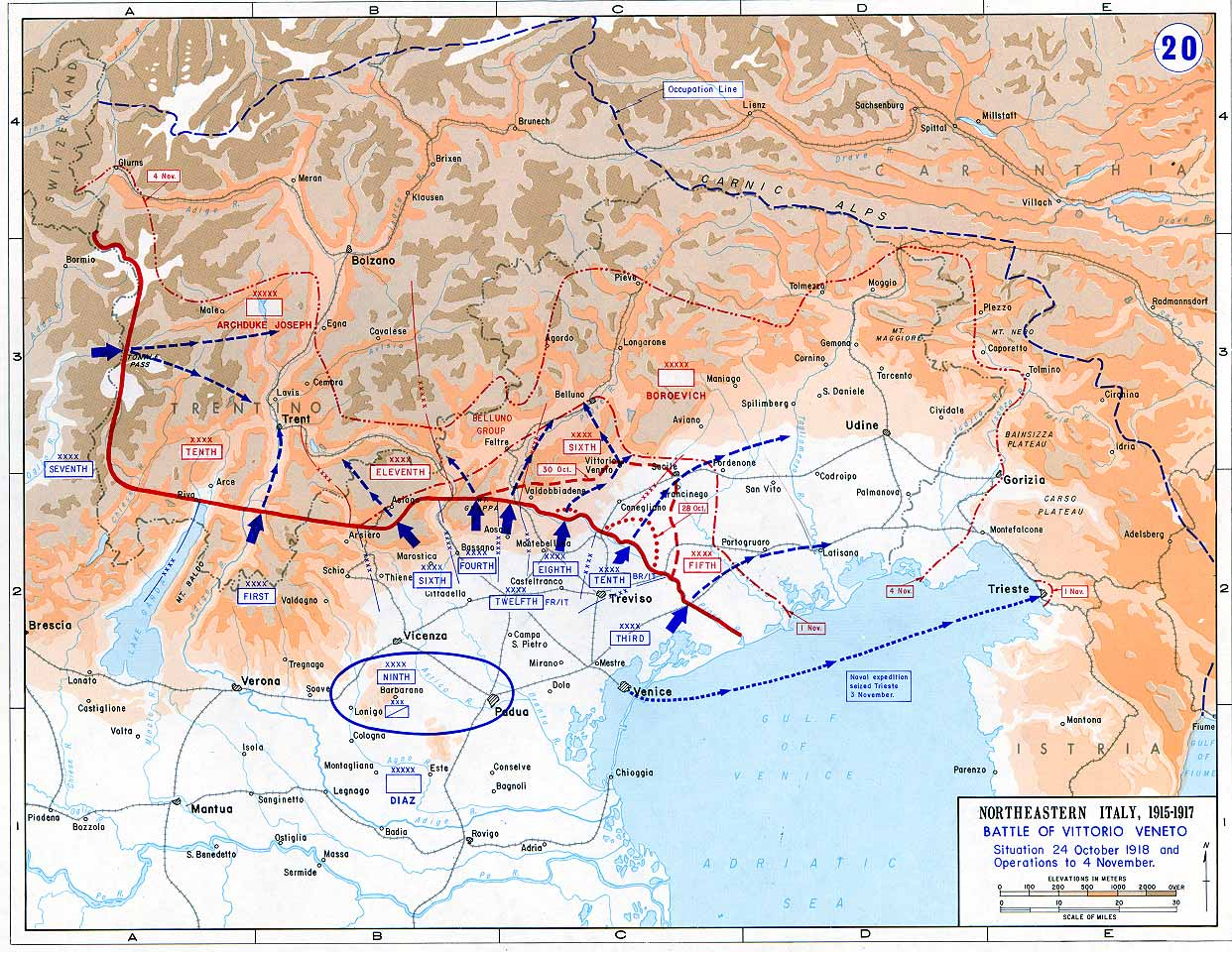
Az olasz front a Vittorio Venetó-i csata során

A Val di Sole-út (SS-48) Tonale-hágó-hoz vezető emelkedőjénél láthatók az osztrák „Sperre Tonale” záróerőd romjai. Az 1915-1918-as  hegyvidéki háború („Gebirgskrieg”) során a hágó az osztrákok és olaszok közti frontvonal egy részének számított. 1918. nyarán az osztrákok egy „Unternehmen Lawine” elnevezésű, elterelő (látszat-)támadást indítottak, ezzel azt a tényleges, keleten tervezett támadást leplezték, amely aztán mint az 1918-as „második piavei-offenziva” vált emlékezetessé.
Az első világháború utolsó, zavaros napjaiban az olasz csapatok a Tonale-hágón keresztül a Nonstal-ig nyomultak előre, elzárva az osztrák–magyar csapatok elől az északra vezető visszavonulási utakat, s ezzel fogságba ejtették őket. Így vált ez az akció a „Schlacht von Vittorio Veneto”-nevű olasz győzelemmé, ami ezután a „Villa Giusti-i fegyverszünet”-hez vezetett.
A hágón ma egy olasz háborús emlékmű – a „Monumento Ossario” – áll, továbbá egy templom és az „Albergo della Vittoria” („Győzelemhez Címzett Fogadó”) emlékeztet ezekre a történelmi eseményekre.
Október 24-én az olasz hadsereg jelentős támadást indított (Vittorio Venetó-i csata), és gyors ütemben foglalták vissza a korábban a caporettói áttörés során elvesztett területeket. A csata során a Monarchia hadserege gyakorlatilag felbomlott, és nem tudott ellenállni az olaszoknak. A katonai vereséget követte a Monarchia felbomlása: október 21-én az osztrák Ideiglenes Nemzetgyűlés bejelentette az elszakadást a birodalom többi részétől, egy héttel később kihirdették Csehszlovákia megalakulását, Budapesten kitör az őszirózsás forradalom. Október 29-én a Monarchia képviselői békét kértek az olaszoktól, akik azonban folytatták az előrenyomulást, és 30-án elfoglalták Livenza folyót és Vittorio városát. November 3-án a Monarchia ismét megadást kért az olaszoktól, akik a párizsi szövetséges legfelsőbb parancsnoksággal való konzultálás után megszabták feltételeiket. Olaszország és a Monarchia képviselői november 3-án a Villa Giustiban, Padova közelében írták alá a fegyverszüneti egyezményt, amely másnap lépett hatályba.

## A háború eredményei

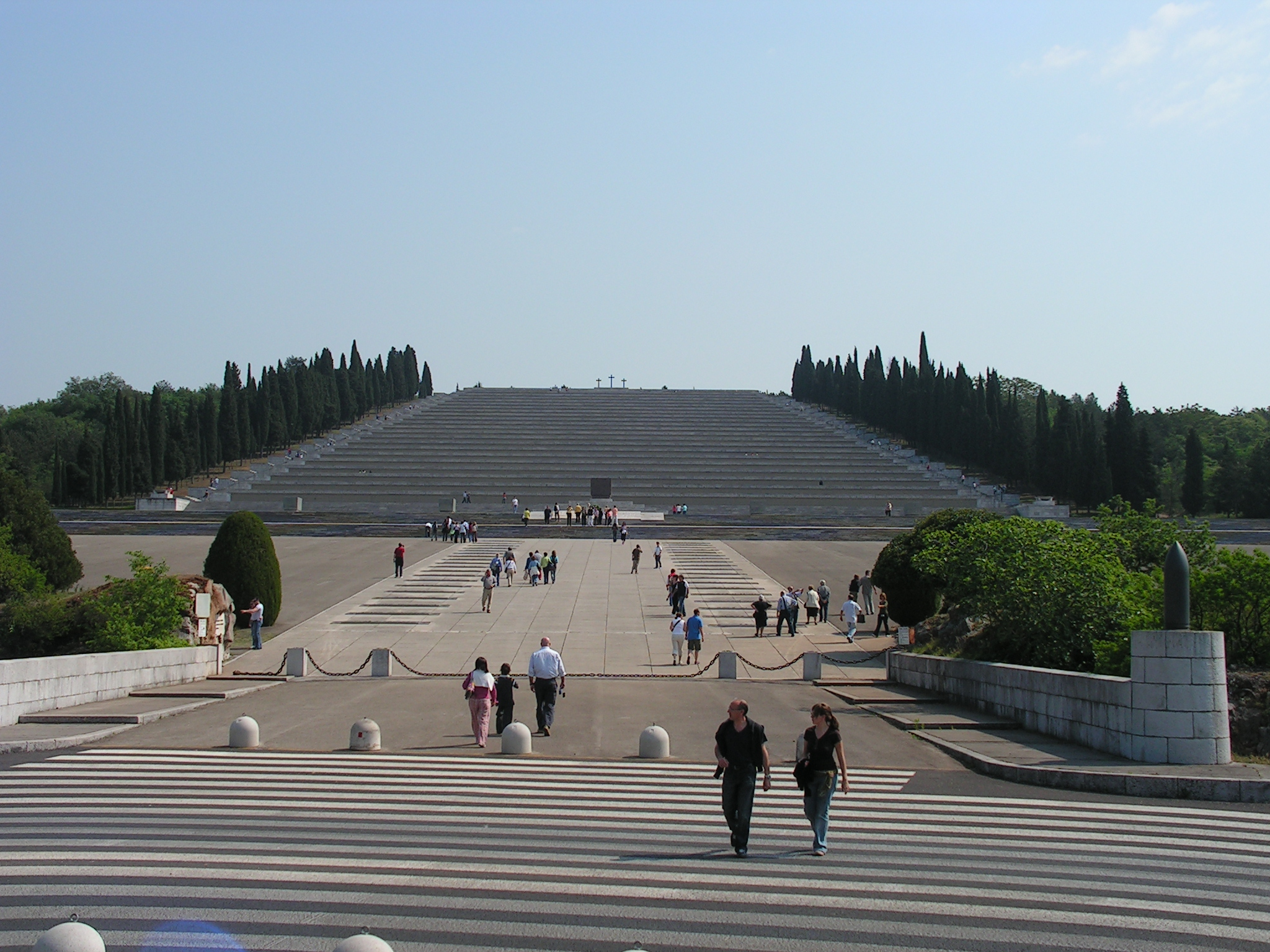
Olasz katonai temető és emlékhely Fogliano Redipugliában

Az Osztrák–Magyar Monarchia és Olaszország között tartó 3 éves háború 1918-ban fejeződött be, a Monarchia vereségével. A Monarchia (részben más hadszíntereken, illetve szövetségesei által elszenvedett vereségek nyomán) széthullott, helyét a térségben nem egy új birodalom, hanem kisebb államok foglalták el, melyek nem nevezhetők nemzetállamoknak, a népesség a legtöbb országban nemzetiségileg ugyanolyan megosztott lett, mint az Osztrák–Magyar Monarchiában. A Balkánon és a Kárpát-medence térségében hatalmi űr keletkezett, melyet az antant hatalmak akartak elfoglalni, így Görögország, Lengyelország – brit, Románia és Jugoszlávia – francia, Magyarország, Ausztria, Albánia – olasz érdekkörbe tartozott volna. A franciák és a britek azonban ténylegesen nem tudtak dominálni a térségben, az olaszoknak pedig – bár megnyerték a háborút – mégsem sikerült a londoni egyezményben foglaltaknak érvényt szerezniük, kis területeket kapott csak meg Olaszország, pláne az olasz fronton tanúsított véráldozatához képest. Olaszország instabillá vált, állandó sztrájkok követték egymást, tüntetések, gyárfoglalások, végül a politikai rendszer az 1920-as években átstruktúrálódott, létrejött a fasiszta Olaszország, mely újabb területi követelésekkel lépett fel, egy újabb háború megszervezését kezdte el.
Az olasz fronton mindkét oldalon nagyok voltak a veszteségek, az olaszoknak csaknem 500 000 katonájuk maradt a harcmezőn, a Monarchia 200-300 000 embert vesztett az olasz fronton.